# 유도 (섬)
유도(留島)는 대한민국 경기도 김포시 월곶면 보구곶리에 위치한 섬이다. 한강이 임진강과 합쳐져 거의 바다와 가까워지는 기수역에 있다. 민통선 안쪽에 포함되었기 때문에 민간인의 출입이 통제되어 환경이 잘 보존되었고, 저어새의 서식지가 되고 있다.